# Saison 21 de South Park
 (septembre 2017).
Si vous disposez d'ouvrages ou d'articles de référence ou si vous connaissez des sites web de qualité traitant du thème abordé ici, merci de compléter l'article en donnant les références utiles à sa vérifiabilité et en les liant à la section « Notes et références ».
Chronologie
Saison 20 Saison 22
La vingt-et-unième saison de la série télévisée d'animation américaine South Park est diffusée entre le 13 septembre 2017 et le 9 décembre 2017 sur la chaîne américaine Comedy Central. La saison comporte 10 épisodes.

## Épisodes
| № | #  | Titre                                                              | Réalisation | Scénario    | Audiences (millions) | Première diffusion |
| --- | -- | ------------------------------------------------------------------ | ----------- | ----------- | -------------------- | ------------------ |
| 278 | 1  | Des blancs qui rénovent des maisons White People Renovating Houses | Trey Parker | Trey Parker | 1.68                 | 13 septembre 2017  |
| Randy s'attaque à ce que signifie être blanc dans la société d'aujourd'hui. |    |                                                                    |             |             |                      |                    |
| 279 | 2  | Raccrochez Put It Down                                             | Trey Parker | Trey Parker | 1.25                 | 20 septembre 2017  |
| La relation entre Tweek et Craig se complique lorsque le président encourage la Corée du Nord à attaquer Tweek.                                                                 |    |                                                                    |             |             |                      |                    |
| 280 | 3  | Le Jour de Christophe Colomb Holiday Special                       | Trey Parker | Trey Parker | 1.25                 | 27 septembre 2017  |
| Randy supprime le jour férié célébrant Christophe Colomb. |    |                                                                    |             |             |                      |                    |
| 281 | 4  | Le Prequel du Coon et sa bande Franchise Prequel                   | Trey Parker | Trey Parker | 1.12                 | 11 octobre 2017    |
| Facebook devient l'arme ultime du Professeur Chaos. |    |                                                                    |             |             |                      |                    |
| 282 | 5  | Hummel et Héroïne Hummels and Heroin                               | Trey Parker | Trey Parker | 0.93                 | 18 octobre 2017    |
| Les artistes adorés, alors à leur paroxysme, sont réduits à cause d'overdoses massives d'opiacés. Stan est sur le point d'être exposé comme la source de ces drogues illégales. |    |                                                                    |             |             |                      |                    |
| 283 | 6  | Fils de Potter Sons A Witches                                      | Trey Parker | Trey Parker | 1.22                 | 25 octobre 2017    |
| Lors d'Halloween, une sorcière lance un sort qui fait peur à tout le monde à South Park.                                                                                        |    |                                                                    |             |             |                      |                    |
| 284 | 7  | Mensonges et Trahisons Doubling Down                               | Trey Parker | Trey Parker | 1.13                 | 8 novembre 2017    |
| Kyle joue avec le feu quand il se trouve au milieu de la relation entre Cartman et Heidi.                                                                                       |    |                                                                    |             |             |                      |                    |
| 285 | 8  | Tardigrades Moss Piglets                                           | Trey Parker | Trey Parker | 1.09                 | 15 novembre 2017   |
| L’expérience de Jimmy et Timmy pourrait leur faire gagner le premier prix lors de la foire annuelle de la science.                                                              |    |                                                                    |             |             |                      |                    |
| 286 | 9  | Super Principale adjointe Super Hard PCness                        | Trey Parker | Trey Parker | 0.9                  | 29 novembre 2017   |
| Le Principal PC tombe amoureux de la nouvelle directrice adjointe. Kyle se rend compte à quel point Terrance et Philip sont mauvais.                                            |    |                                                                    |             |             |                      |                    |
| 287 | 10 | Tomates écrabouillées Splatty Tomato                               | Trey Parker | Trey Parker | 0.97                 | 6 décembre 2017    |
| Le président, M. Garrison, continue de causer des problèmes aux enfants de South Park.                                                                                          |    |                                                                    |             |             |                      |                    |